# Con trai của người đàn ông
Con trai của người đàn ông (tiếng Pháp: Le fils de l'homme) là tác phẩm tranh sơn dầu của họa sĩ theo trường phái siêu thực người Bỉ, René Magritte. Bức tranh này có lẽ là tác phẩm nghệ thuật nổi tiếng nhất của ông.
Magritte đã vẽ bức tranh dưới dạng một bức chân dung tự họa. Bức tranh bao gồm một người đàn ông mặc áo khoác ngoài và đội mũ quả dưa (mũ bowler) đang đứng trước bức tường thấp, bên kia là biển và bầu trời đầy mây. Khuôn mặt của người đàn ông phần lớn bị che khuất bởi một quả táo màu xanh lá lơ lửng trong không trung, tuy nhiên vẫn có thể nhìn thấy một phần đôi mắt đang lấp ló bên cạnh quả táo. Một đặc điểm tinh tế khác là cánh tay trái của người đàn ông dường như hơi xoay về phía sau, đưa khuỷu tay ra trước.
Về bức tranh, Magritte nói:
Ít nhất thì nó cũng che đi một phần khuôn mặt, vì thế bạn thấy một khuôn mặt rõ ràng, và một quả táo, che đi phần hữu hình nhưng bị che khuất, là gương mặt của người này. Đó là điều luôn diễn ra. Mọi thứ ta thấy đều ẩn chứa một điều gì khác, ta luôn muốn nhìn thấu được những gì bị che giấu bởi vẻ bề ngoài mà chúng ta nhìn thấy. Có một mối quan tâm tới thứ bị ẩn giấu và thứ mà vẻ ngoài hữu hình không biểu thị cho chúng ta thấy. Mối quan tâm này có thể ở dạng một cảm giác khá mãnh liệt, một loại xung đột, người ta có thể nói, giữa cái hữu hình đang bị ẩn giấu và cái hữu hình đang hiện hữu.

## Các tranh tương tự
Bức Con trai của người đàn ông gần giống với hai bức tranh khác của Magritte. Trận đại chiến (La grande guerre, 1964) là một biến thể của Con trai của người đàn ông, chỉ miêu tả phần thân trên và đầu của người đàn ông đội mũ quả dưa, với quả táo che khuất hoàn toàn khuôn mặt của anh ta. Hương vị của người vô hình (Le Gout de l'invisible) là một bức tranh bột màu cùng chủ đề.
Một bức tranh khác cùng năm, có tên Trận đại chiến với những sự giả tạo (La Grande Guerre Façades, 1964), vẽ một người đứng trước bức tường nhìn ra biển (như trong Con trai của người đàn ông), nhưng đó là một phụ nữ, đang cầm một chiếc ô, khuôn mặt của cô ấy được che bởi những bông hoa. Ngoài ra còn có Người đàn ông đội mũ quả dưa (Man in the Bowler Hat), một bức tranh tương tự trong đó khuôn mặt của một người đàn ông bị che khuất bởi một con chim chứ không phải là một quả táo.

## Trong văn hóa đại chúng
Vào năm 1970, Norman Rockwell đã sáng tạo một tác phẩm bày tỏ sự kính trọng khôi hài tới Con trai của người đàn ông dưới dạng một bức danh sơn dầu kích thước 330 nhân 440 mm (13 nhân 17,5 in) có tên Ông Quả táo (Mr. Apple), trong đó đầu của một người đàn ông được thay thế bằng một quả táo đó, thay vì bị che đi.
Bức tranh đóng một vai trò quan trọng trong phiên bản năm 1999 của bộ phim The Thomas Crown Affair. Nó xuất hiện nhiều lần, lần đầu tiên khi Crown và Catherine Banning đang đi bộ qua bảo tàng và cô ấy gọi đùa đó là chân dung của anh ấy, và đặc biệt là trong những cảnh cướp tranh cuối cùng khi nhiều người đàn ông đội mũ quả dưa và áo khoác hào hoa mang theo cặp trong suốt bảo tàng để che giấu hành động của Crown và làm rối loạn đội ngũ bảo vệ.
Quả táo xanh là một motif liên tục trong tác phẩm của Magritte. Việc ông sử dụng nó trong bức tranh Trò chơi của Morre (Le Jeu De Morre, 1966), sở hữu bởi Paul McCartney, đã truyền cảm hứng cho ban nhạc The Beatles đặt tên cho công ty thu âm của họ là "Apple Corps", và sau đó, Steve Jobs đặt tên cho công ty của mình là "Apple Computer".
Bộ phim Stranger than Fiction năm 2006 có vài lần đề cập đến tác phẩm nghệ thuật này. Nhân vật chính Harold Crick thường được nhìn thấy đang cắn một quả táo trong miệng khi chạy để bắt xe buýt, và khi nói chuyện với bác sĩ tâm lý của công ty, anh ta xuất hiện trước một bức tường sơn giống như bầu trời.